# Борисовский (Волгоградская область)
Борисовский — хутор в Новоаннинском районе Волгоградской области России. Входит в состав Староаннинского сельского поселения. Население 137 человек (2010).

## География
Расположен в северо-западной части области, возле озёр Малые и Большие Ярыжки.
Уличная сеть состоит из одного географического объекта: ул. Хуторская
Абсолютная высота 80 метров над уровня моря.

## Население
| 2010 |
| ---- |
| 137  |

Гендерный состав
По данным Всероссийской переписи населения 2010 года в гендерной структуре населения из 137 человек мужчин — 62, женщин — 75 (45,3 и 54,7 % соответственно).
Национальный состав
Согласно результатам переписи 2002 года, в национальной структуре населения
русские составляли 94 % из общей численности населения в 162 человека

## Инфраструктура
Личное подсобное хозяйство.

## Транспорт
Выезд на автодорогу «Самойловка (Саратовская область) — Елань — Преображенская — Новоаннинский -
Алексеевская — Кругловка — Шумилинская (Ростовская область) (в границах территории Волгоградской области)» (идентификационный номер 18 ОП РЗ 18К-6) (Постановление Администрации Волгоградской обл. от 24.05.2010 N 231-п (ред. от 26.02.2018) «Об утверждении Перечня автомобильных дорог общего пользования регионального или межмуниципального значения Волгоградской области»).
Просёлочные дороги.